# Алвин и веверице 2
Алвин и веверице 2 (енгл. Alvin and the Chipmunks: The Squeakquel) је америчко-мађарски филм уживо / компјутерски анимиранa музичко-породична комедија из 2009. у режији Бети Томас. То је наставак оригиналног филма из 2007. У филму главне улоге тумаче Закари Леви, Дејвид Крос и Џејсон Ли. Џастин Лонг, Метју Греј Гублер и Џеси Макартни враћају се као веверице из претходног филма, а Ејми Полер, Ана Фарис и Кристина Еплгејт играју нове ликове, Чипетове.
Филм су написали Џон Вити, Џонатан Аибел и Глен Бергер, дистрибуирао 20th Century Fox, а продуцирали Fox 2000 Pictures, Regency Enterprises и Bagdasarian Company. У биоскопима је пуштен 23. децембра 2009. од стране 20th Century Fox-а уз различите критике од Метакритика, али и даље генерално негативне критике критичара, зарадивши 443,1 милион долара уз буџет од 70 милиона долара. Касније су објављена два наставка: Алвин и веверице 3: Урнебесни бродолом 2011. и Алвин и веверице: Велика авантура 2015. године.

## Радња
Музичке поп сензације Алвин, Сајмон и Теодор поново су на сцени. У наставку филма, Дејвов рођак Тоби добио је задатак да брине о Алвину и веверицама. Суперзвезде морају да се врате у школу као и сва друга деца, због чега су принуђене да занемаре своје каријере. Школа представља нове изазове за ове рок звезде. Постоје односи са вршњацима, спортом, али и девојкама. Када се каже девојке, мисли се на „Чипетове“, чији је менаџер у прошлости добро познат веверицама. Да би сачувале музички програм у школи, веверице се пријављују за борбу бенда у којој је главна награда 25.000 долара. У почетку је бенд „Чипетс”, који чине Бритања, Еленор и Џенет, само ривалска група, али романтичне варнице настају док се ова два бенда такмиче у музици.

## Улоге
- Захари Леви као Тоби Севиља
- Дејвид Крос као Ијан Хоук
- Џејсон Ли као Дејвид „Дејв” Севиља
- Џастин Лонг као Алвин Севиља (глас)
  - Рос Багдасаријан млађи као Алвин Севиље (певачки глас)
- Кристина Еплгејт као Британи (глас)
  - Џенис Карман као Британи (певачки глас)
- Метју Греј Гублер као Сајмон Севиља (глас)
  - Стив Вининг као Сајмон Севиља (певачки глас)
- Ана Фарис као Жанет (глас)
  - Џенис Карман као Џинет (певачки глас)
- Џеси Макартни као Теодор Севиља (глас)
  - Џенис Карман као Теодор Севиља (певачки глас)
- Ејми Полер као Еленор (глас)
  - Џенис Карман као Еленор (певачки глас)
- Венди Малик као др Рубин
- Анжелах Џонсон као Џули Ортега
- Кевин Г. Шмит као Рајан Едвардс
- Крис Варен, млађи као Ксандер
- Бриџит Мендлер као Бека Кингстон
- Александра Шип као Валентина
- Ејми Кареро као Емили
- Брандо Итон као Џереми Смит
- Катрин Џустен као тетка Џекија Севиља

### Цамеос
- Чарис Пемпенгко као она сама
- Часно друштво као сами себе
- Куест Црев као Ли'л Росеро Дансерс
- Ерик Бауза као Дигер гофер НАСЦАР (глас)
- Шон Астин као наратор у имању Мерката (глас)